# Искра-Сталь
«Искра-Сталь» (рум. Iskra-Stal) — молдавский футбольный клуб из города Рыбница, выступающий в Дивизионе «А».

## Названия
- 1995—2002 — «Циментул» («Цементник»).
- 2002—2005 — «Искра».
- 2005—2013 — «Искра-Сталь».

## История

### Основание и первые годы
В 1995 году в Рыбнице был создан клуб «Циментул», команда выступала в Дивизионе «A» чемпионата Молдовы. В 2005 году путём объединения любительской команды «Сталь» ОАО «Молдавский металлургический завод», игравшей в чемпионате ПМР и городской команды «Искра», входившей в структуру Управления по делам молодёжи, спорта и туризма города Рыбница, игравшей тогда в Дивизионе «A», был образован футбольный клуб «Искра-Сталь». В 2007 году клуб был преобразован в Автономную некоммерческую организацию «Футбольный клуб Искра-Сталь». Учредителем клуба и генеральным спонсором выступил ОАО «Молдавский металлургический завод», спонсоры клуба — ОАО «Рыбницкий молочный комбинат», ООО «Люкка», ООО «Агро-Люкка».

### Выступление в Национальном Дивизионе
В сезоне 2005/06 «Искра-Сталь» заняла второе место в Дивизионе «A» чемпионата Молдовы по футболу и завоевала путёвку в Национальный Дивизион. Главным тренером клуба являлся Василий Дмитриевич Райко. В сезоне 2006/07 клуб дебютировал в Национальной Дивизии и занял 9 место среди 10 команд, главным тренером клуба являлся Сергей Сырбу. В следующем сезоне команда завершила чемпионат на 6 месте и стала «крепким середячком» Национального Дивизина. Главный тренер команды Влад Гоян сменил на этом посту Виктора Барышева. В 2009 году «Искра-Сталь» впервые в истории рыбницкого футбола завоевала бронзовые медали чемпионата Молдовы, а также получила право участвовать в отборочных матчах Лиги Европы. В составе национальной сборной Молдовы в этом сезоне выступали игроки рыбницкого клуба: Артур Ионица, Сергей Алексеев, Виталий Маналиу. В сезоне 2009/10 клуб стал серебряным призёром Чемпионата Молдовы и во второй раз получил право на участие в отборочных матчах Лиги Европы. В 2011 году рыбничане принимали участие в Кубке Содружества, проходившем в Санкт-Петербурге. Команда играла в группе «А» вместе с азербайджанским «Интером», таджикским «Истиклолом» и киргизским «Нефтчи». «Искра-Сталь» заняла третье место, имея в активе 4 очка. Столько же очков набрал и «Истиклол», однако у таджикского клуба разница мячей была лучше, что позволило им пройти в следующий раунд. 26 мая 2011 года «Искра-Сталь» стала обладателем Кубка Молдовы, обыграв в финале на кишинёвском стадионе «Зимбру» бельцкую «Олимпию» со счётом 2:1.

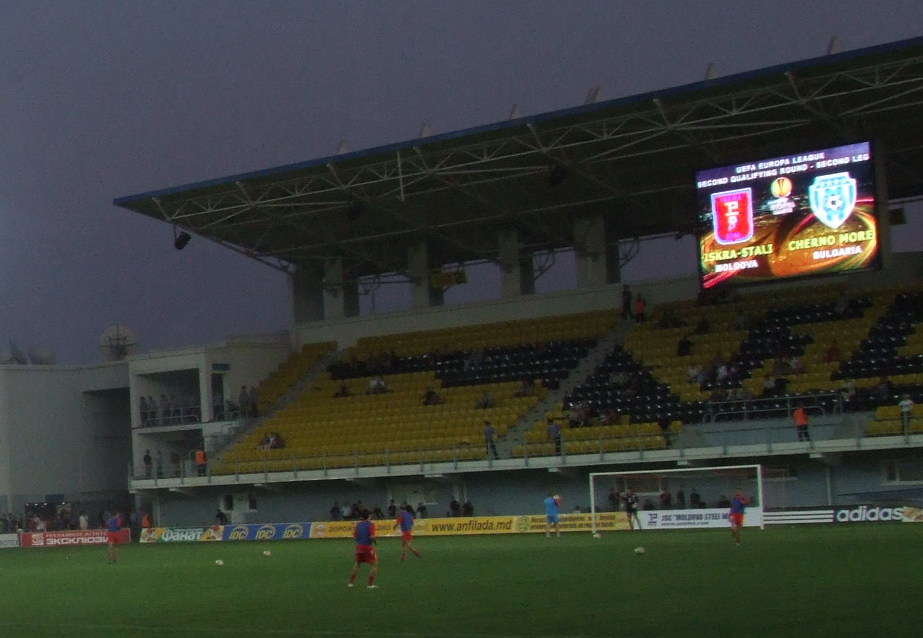
Разминка команды перед матчем Лиги Европы 2009/10 против «Черно море» в Тирасполе

### Снятие с чемпионата
4 мая 2013 года футболисты клуба не вышли на матч национального первенства против тираспольского «Шерифа», это была уже вторая игра подряд, которую бойкотировала «Искра-Сталь». Причина инцидента — многомесячные невыплаты зарплат руководством. После рассмотрения ситуации Федерацией Футбола Молдовы было принято решение о снятии клуба с чемпионата. «Искре-Сталь» в этом и всех последующих матчах засчитано техническое поражение (0:3), команда переведена в Дивизион «Б». После случившегося генеральный менеджер «Искры-Сталь» Марин Ливадару заявил об увольнении главного тренера клуба Вячеслава Руснака, а также четырёх игроков команды: Журик, Городецкий, Вербецкий и Касьян.
В Дивизине «Б» стала играть команда «Искра».

## Еврокубки
Лига Европы УЕФА
| Сезон   | Раунд | Соперники  | Дома | В гостях | Общий счёт |
| ------- | ----- | ---------- | ---- | -------- | ---------- |
| 2009/10 | 2     | Черно Море | 0-3  | 0-1      | 0-4        |
| 2010/11 | 2     | Эльфсборг  | 0-1  | 1-2      | 1-3        |
| 2011/12 | 2     | Вараждин   | 1-1  | 1-3      | 2-4        |

## Достижения
- Обладатель Кубка Молдовы: 2010/11
- Серебряный призёр чемпионата Молдовы: 2009/10
- Бронзовый призёр чемпионата Молдовы: 2008/09

## Главные тренеры
| Тренер                  | Гражданство | Начало | Конец |
| ----------------------- | ----------- | ------ | ----- |
| Василий Райко           | Молдова     | 2005   | 2006  |
| Сергей Сырбу            | Молдова     | 2006   | 2007  |
| Сергей Ботнараш (и. о.) | Молдова     | 2007   | 2007  |
| Виктор Барышев          | Молдова     | 2007   | 2007  |
| Влад Гоян               | Молдова     | 2007   | 2010  |
| Валерий Чалый           | Украина     | 2011   | 2012  |
| Юрий Блонарь            | Молдова     | 2012   | 2012  |
| Вячеслав Руснак         | Молдова     | 2012   | 2013  |

## Игроки
Полный список игроков ФК «Искра-Сталь», о которых есть статьи в Википедии, см. тут.